# ハガイ書
『ハガイ書』（ハガイしょ）とは旧約聖書文書の1つ。全2章で構成される。ユダヤ教では「後の預言者」に分類され、キリスト教では十二小預言書に分類する。伝統的に『ゼファニヤ書』の次、『ゼカリヤ書』の前に配置される。十二小預言者の中では、10番目に位置する。

## 著者
伝統的に、著者は、バビロン捕囚後の最初の預言者ハガイであるとされる。
この文書の著者は詩的表現を使わず単純明快な言葉で預言を伝えている。エルサレム神殿の再建（紀元前515年）がその預言の主題となっている。
なお、ハガイとはヘブライ語で「祝祭」という意味である。